# Esphalmenus nigrinus
Esphalmenus nigrinus – gatunek skorka z rodziny Pygidicranidae i podrodziny Esphalmeninae.
Gatunek ten opisany został w 1984 roku przez Alana Brindle’a na podstawie dwóch samców i jednej samicy, odłowionych w 1965 roku.
Skorek o ciele długości od 8 do 9 mm, ubarwionym czarno. Czułki ma ciemnobrązowe z dwoma początkowymi członami barwy czarnej. Odnóża ma czarne z jaśniejszymi goleniami i stopami. Kształt głowy jest poprzeczny. Silnie poprzeczne przedplecze jest najszersze z tyłu i ma faliste brzegi boczne. U samca punktowanie na tergitach przedniej części odwłoka jest prawie nieobecne, na tych w tylnej dość pomarszczone, a na ostatnim tergicie silne. U samicy punktowanie tergitów jest ogólnie słabsze. U samca tylny brzeg przedostatniego sternitu odwłoka nie ma ząbka środkowego, jest ścięty z zaokrąglonymi kątami. Trójkątne pygidium samicy odznacza się lekko wystającym wierzchołkiem. Przysadki odwłokowe (szczypce) są żółtawe i mają 1,5 mm długości. Na szczypcach brak ząbków wewnętrznych jak i grzbietowych, a u samicy ich kształt jest falisty. Genitalia samca cechują paramery bez ząbków wewnętrznych, ale z dużymi wyrostkami zewnętrznymi.
Owad neotropikalny, endemiczny dla Ekwadoru, znany z wysokości 3000 m n.p.m.